# Перша квадратична форма
Перша квадратична форма або метричний тензор поверхні — квадратична форма від диференціалів координат на поверхні, яка визначає внутрішню геометрію поверхні в
околі даної точки.
Наявності першої квадратичної форми достатньо для обчислення довжин дуг, кутів між кривими, площі областей на поверхні.

## Визначення
Нехай поверхня задана рівнянням
{\displaystyle r=r(u,v),}
де {\displaystyle u} і {\displaystyle v} ― внутрішні координати на поверхні;
{\displaystyle dr=r_{u}du+r_{v}dv}
― Диференціал радіус-вектора {\displaystyle r} уздовж обраного напрямку зміщення з точки {\displaystyle M} в нескінченно близьку точку {\displaystyle M'}.
Квадрат головної ліпшицевої частини приросту довжини {\displaystyle |MM'|} виражається квадратом диференціала {\displaystyle dr}:
{\displaystyle dr^{2}=r_{u}^{2}du^{2}+2\langle r_{u}r_{v}\rangle dudv+r_{v}^{2}dv^{2}}
і називається першою основною квадратичною формою поверхні. 
Коефіцієнти першої квадратичної форми зазвичай позначають через
{\displaystyle E=|r_{u}|^{2},F=\langle r_{u},r_{v}\rangle ,G=|r_{v}|^{2}.}
або в тензорних символах
{\displaystyle dr^{2}=g_{1,1}du^{2}+2g_{1,2}dudv+g_{2,2}dv^{2}.}
Тензор {\displaystyle g_{i,j}} називається основним, або метричним, тензором поверхні.

##### Що можна обчислити за допомогою першої квадратичної форми?
1. Довжина кривої на поверхні.
2. Кут між кривими на поверхні.
3. Площа поверхні.

## Властивості
- Перша квадратична форма є додатно визначеною формою в звичайних точках поверхні:

{\displaystyle EG-F^{2}>0.}

## Обчислення довжини та площі
Перша квадратична форма повністю описує метричні властивості поверхні. Таким чином вона дозволяє обчислити довжини кривих на поверхні та площі областей на поверхні.
Лінійний елемент ds може бути виражений в термінах коефіцієнтів першої квадратичної форми у вигляді
{\displaystyle ds^{2}=Edu^{2}+2Fdudv+Gdv^{2}\,}.
Класична площа елемента задається {\displaystyle dA=|X_{u}\times X_{v}|\ du\,dv} може бути виражена в термінах першої квадратичної форми за допомогою тотожності Лагранжа,
{\displaystyle dA=|X_{u}\times X_{v}|\ du\,dv={\sqrt {\langle X_{u},X_{u}\rangle \langle X_{v},X_{v}\rangle -\langle X_{u},X_{v}\rangle ^{2}}}\ du\,dv={\sqrt {EG-F^{2}}}\,du\,dv.}

### Приклад
Сфера одиничного радіуса в {\displaystyle \mathbb {R} ^{3}} може бути параметризована як
{\displaystyle X(u,v)={\begin{pmatrix}\cos u\sin v\\\sin u\sin v\\\cos v\end{pmatrix}},\ (u,v)\in [0,2\pi )\times [0,\pi ).}
диференціюючи {\displaystyle X(u,v)} по змінних {\displaystyle u} та {\displaystyle v} отримуємо
{\displaystyle X_{u}={\begin{pmatrix}-\sin u\sin v\\\cos u\sin v\\0\end{pmatrix}},\ X_{v}={\begin{pmatrix}\cos u\cos v\\\sin u\cos v\\-\sin v\end{pmatrix}}.}
Коефіцієнти першої квадратичної форми можна знайти за допомогою скалярного добутку часткових похідних
{\displaystyle E=X_{u}\cdot X_{u}=\sin ^{2}v}
{\displaystyle F=X_{u}\cdot X_{v}=0}
{\displaystyle G=X_{v}\cdot X_{v}=1}

#### Довжина кривої на сфері
Екватор сфери є параметризована крива, задана {\displaystyle (u(t),v(t))=(t,\pi /2)} з {\displaystyle t} в діапазоні від {\displaystyle 0} до {\displaystyle 2\pi }. Лінійний елемент може бути використаний, щоб обчислити довжину цієї кривої.
{\displaystyle \int _{0}^{2\pi }{\sqrt {E\left({\frac {du}{dt}}\right)^{2}+2F{\frac {du}{dt}}{\frac {dv}{dt}}+G\left({\frac {dv}{dt}}\right)^{2}}}\,dt=\int _{0}^{2\pi }|{\sin v}|\,dt=2\pi \sin {\frac {\pi }{2}}=2\pi }

#### Площа області на сфері
Площа елемента може бути використана для обчислення площі області.
{\displaystyle \int _{0}^{\pi }\int _{0}^{2\pi }{\sqrt {EG-F^{2}}}\ du\,dv=\int _{0}^{\pi }\int _{0}^{2\pi }\sin v\,du\,dv=2\pi \left[-\cos v\right]_{0}^{\pi }=4\pi .}